# Valenciennea
Valenciennea is een geslacht van straalvinnige vissen uit de familie van grondels (Gobiidae). Het geslacht is voor het eerst wetenschappelijk beschreven in 1868 door Bleeker.

## Soorten
- Valenciennea alleni Hoese & Larson, 1994
- Valenciennea bella Hoese & Larson, 1994
- Valenciennea decora Hoese & Larson, 1994
- Valenciennea helsdingenii (Bleeker, 1858)
- Valenciennea immaculata (Ni, 1981)
- Valenciennea limicola Hoese & Larson, 1994
- Valenciennea longipinnis (Lay & Bennett, 1839)
- Valenciennea muralis (Valenciennes, 1837)
- Valenciennea parva Hoese & Larson, 1994
- Valenciennea persica Hoese & Larson, 1994
- Valenciennea puellaris (Tomiyama, 1956) – Maagdslaapgrondel
- Valenciennea randalli Hoese & Larson, 1994
- Valenciennea sexguttata (Valenciennes, 1837)
- Valenciennea strigata (Broussonet, 1782)
- Valenciennea wardii (Playfair, 1867)